# Belägringstorn

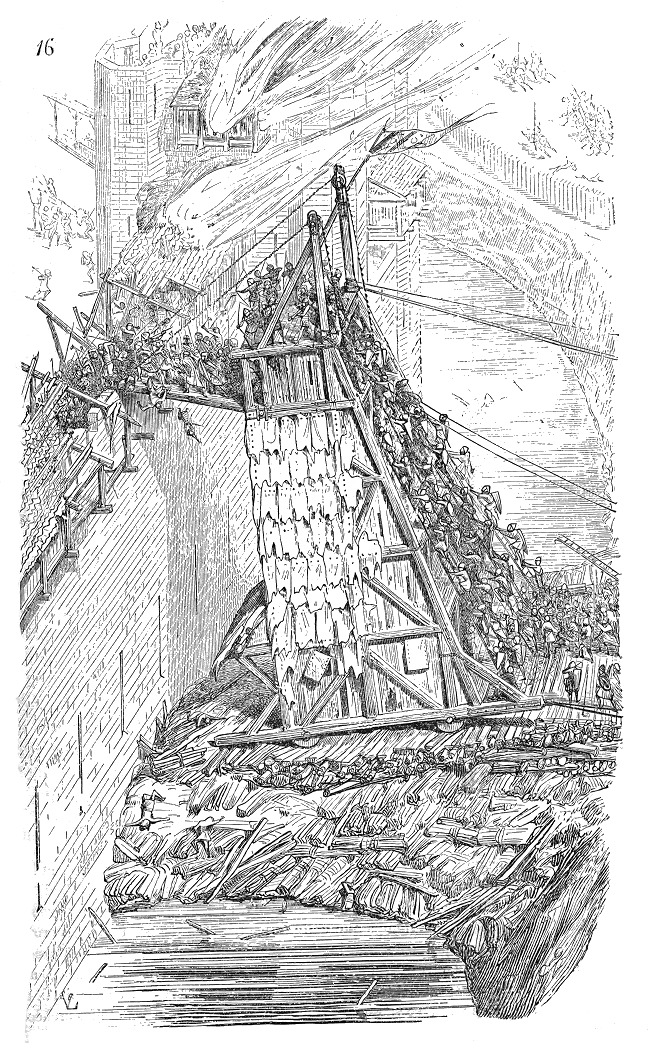
Fransk teckning från 1800-talet av ett medeltida belägringstorn.

Belägringstorn, katt, eller stormtorn var ett vanligt belägringsvapen under antiken och medeltiden. Tornet byggdes som ett stort träskal runt en byggnadsställning som hade en lucka som inte kunde öppnas utifrån. Det var vanligt att man placerade bågskyttar på ovansidan. Man hängde ofta våta djurhudar på utsidan för att skydda mot eldpilar.
Syftet med dessa torn kunde vara att med så lite förluster som möjligt annalka en fiendes murar och sedan öppna luckan så att ens egna trupper kunde storma muren. Ett annat syfte kunde vara att med hjälp av bågskyttar, katapulter eller andra projektilvapen ovanpå tornet, neutralisera försvararnas manskap på murkrönet. I exemplet från Ringstadaholm, nedan, gav försvararna upp när de insåg att anfallarna i det fem våningar höga tornet skulle vara överlägsna försvararna på murkrönet.
Endast ett sådant belägringstorn är omtalat från svensk medeltid, i Karlskrönikans beskrivning av Ringstadaholms belägring år 1434.